# Jules Bernard
Pour les articles homonymes, voir Bernard.
Cet article concerne un peintre français. Pour le joueur américain de basket-ball, voir Jules Bernard (basket-ball).
Jules Bernard est un peintre français, né à Grenoble le 11 avril 1849, et mort à Grenoble en décembre 1917.

## Biographie

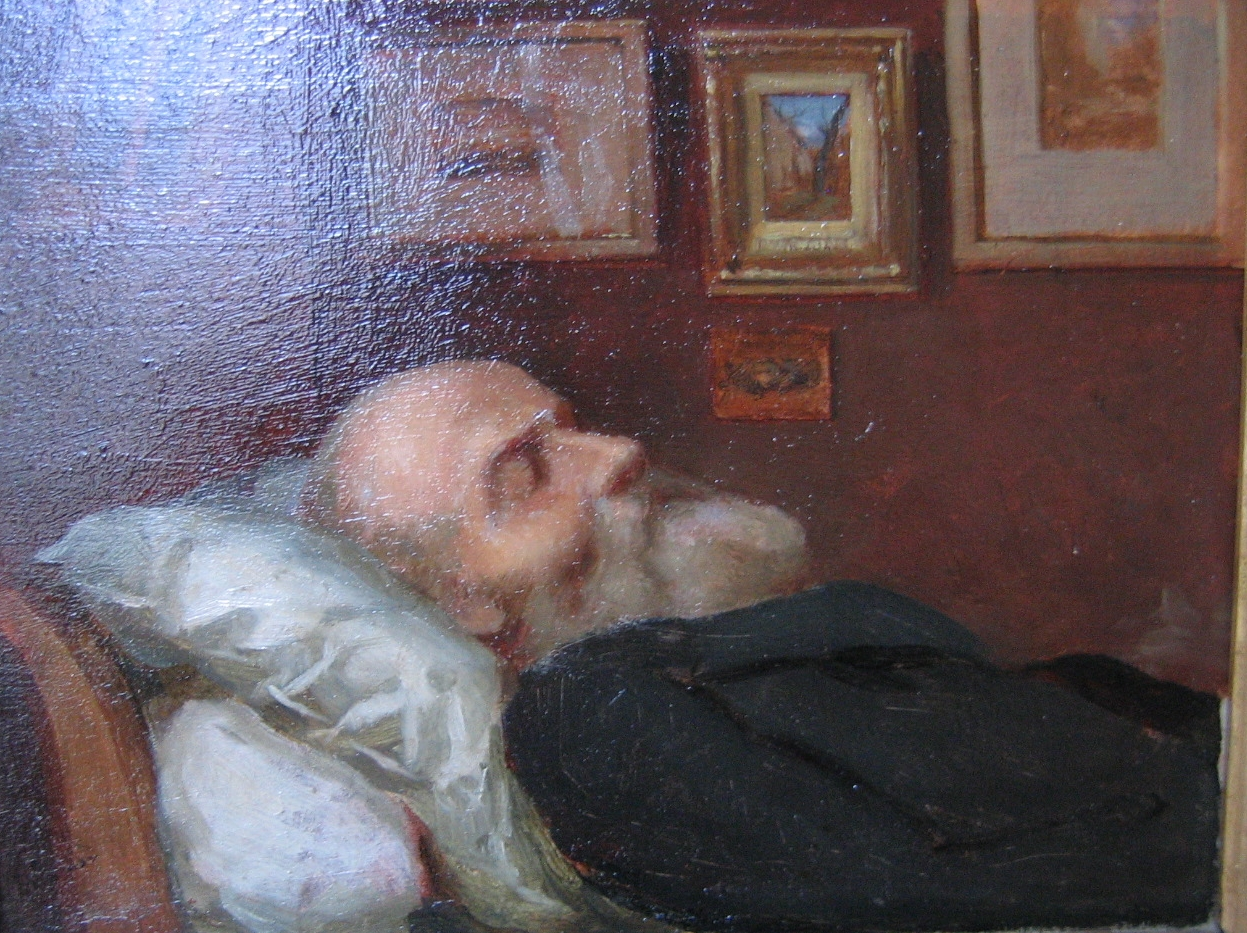
Jean Achard sur son lit de mort par Jules Bernard

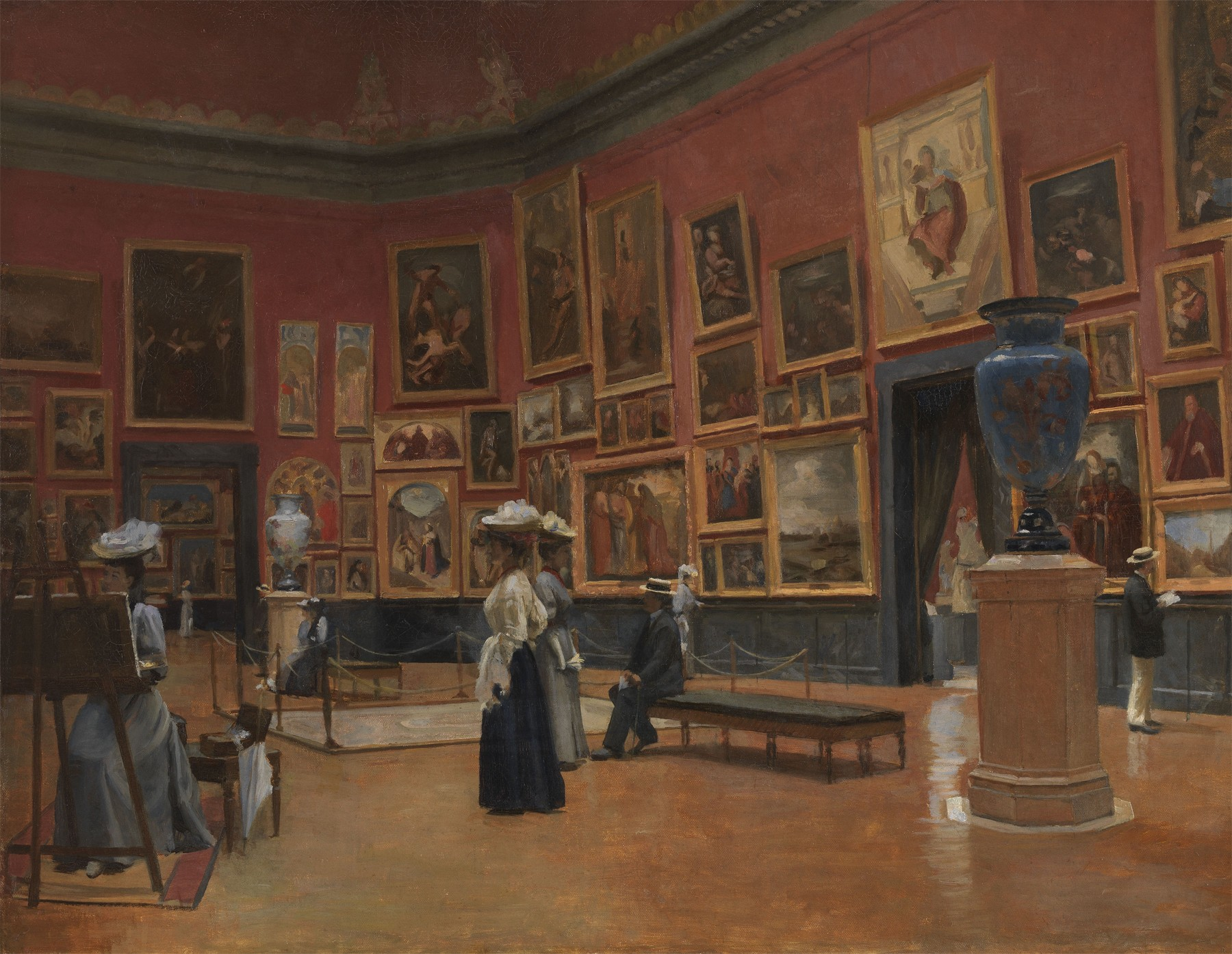
Visiteurs au musée de Grenoble.

Jules Bernard fit ses études à l'école des beaux-arts de Paris et fut élève d'Isidore Pils et d'Ernest Hébert.
Il fut conservateur du musée de Grenoble de 1887 à 1917 (son successeur fut Andry-Farcy). Il fréquentait les peintres de l'école dauphinoise lors de leurs rencontres dans le massif de la Chartreuse à Proveysieux.

## Œuvre
Il a exposé aux Salons de Paris de 1875 à 1885
Ce fut un paysagiste et un portraitiste (Jean Achard, Henri Ding…). Il a aussi fréquenté Aristide Rey, homme politique, socialiste, collectionneur d'art.

## Portraits de l'artiste
- Tancrède Bastet, Portrait de Jules Bernard, 1902, huile sur toile. Coll. Musée de Grenoble (inv. MG 2059).